# Camilo Castro Chaquea
Camilo Castro Chaquea (San Martín, 1911-Bogotá, 14 de noviembre de 2004) fue un ingeniero, empresario y político colombiano, que se desempeñó como el segundo gobernador del departamento de Meta, en 1961.

## Biografía
Nació en San Martín en 1911, hijo de Plácido Castro y Paula Chaquea. Su padre fue médico y ganadero cercano al presidente Pedro Nel Ospina. Estudió Agronomía y Zootecnia en Brasil y Argentina, graduándose como ingeniero agrónomo en 1935.
Promovió activamente el cultivo de algodón en Colombia y fue presidente del Instituto de Fomento Algodonero. Fue designado Gobernador de Meta por el presidente Alberto Lleras Camargo, ocupando el cargo entre marzo y noviembre de 1961. En su corta administración se creó la inspección de Humadea en el municipio de Guamal y se creó el Fondo Rotatorio Forestal del Departamento.
Como historiador fue miembro de la Academia de Historia de Meta y publicó el libro Orinoquia Colombiana- Territorio de San Martín: 1536 -1985.
Falleció en Bogotá en noviembre de 2004.